# بیمارستان شفا خرم‌آباد
یکشنبه ۲۶/۱/۱۳۸۰، این آغاز راه یکی از بزرگترین سرمایه‌گذاری‌های بخش خصوصی در حوزه پزشکی و درمان در کشور بود. در این روز اولین سنگ بنای بیمارستان شفا با خریداری زمینی به وسعت ۶۳۳۵ متر مربع و 31000 متر مربع زیربنا گذاشته شد.
با خرید این زمین، اقدامات اولیه نیز برای گرفتن مجوز‌های فاز اول بیمارستان شفا، در قالب یک کلینیک تخصصی انجام گرفت و عملیات ساخت آن به سرعت آغاز شد. تنها دو سال پس از خرید زمین، کلینیک تخصصی شفا افتتاح و به بهره‌برداری رسید.
این کلینیک از آغاز فعالیت خود، به دلیل ارائه خدمات با کیفیت و ارزان، در مدت کوتاهی توانست به عنوان مرکزی قابل اعتماد جای خود را در میان مردم باز کند. اما این نمی‌توانست رسالت و آرمان شفا باشد. چرا که کلینیک‌ عمدتاً به درمان بیماران سرپایی و بیماری‌های سطحی می‌پرداخت و همین مسئله مسئولان شفا را بر آن داشت تا در گام دوم به فکر تأسیس یک بیمارستان باشند.
خیلی زود برنامه‌ریزی‌های لازم برای ساخت بیمارستان هم انجام شد. مجوزها گرفته شدند و ساختمان جدید مطابق با بالاترین استاندارد مراکز درمانی ساخته ‌شد، در طول این مدت، تجهیزات لازم نیز برای این کار خریداری شده و نیروی انسانی مورد نیاز نیز از میان مجرب‌ترین متخصصان و تحصیل کردگان حوزه پزشکی و درمان استخدام شده بودند تا بیمارستان آماده بهره‌برداری شود.
حالا بیمارستان شفا در سطحی بالاتر و با امکانات و تجهیزات پیشرفته‌تر آماده ارائه خدمات به مردم بود. سرانجام در تاریخ 1388/08/08 بیمارستان شفابابیش از ۷۰۰ نفر کادر اداری و درمانی، به نظام بهداشت و درمان کشور پیوست تا ارائه دهنده باکیفیت‌ترین و به‌روز‌ترین خدمات پزشکی و درمانی به مردم باشد.
از آن روز به بعد بیمارستان شفا توانست با ارائه خدمات با کیفیت جای خود را بیش از پیش در در میان مردم باز کند. اما کار بیمارستان شفا به همین‌جا ختم نشد و گام بعدی که از سال ۱۳۹۴ برداشته شد، انجام فاز سوم توسعه بیمارستان شفا بود .

با اجرای این فاز بیمارستان شفا عملاً به یکی از بزرگترین و مجهزترین بیمارستان‌های کشور، در بخش خصوصی تبدیل شد.